# The Sports Network
The Sports Network (TSN) é uma rede de televisão por assinatura do Canadá em língua inglesa dedicada à cobertura de esportes.
Fundada pela Labatt Brewing Company em 1984 como parte do primeiro grupo de canais a cabo especializados canadenses, desde 2001, a TSN é controlada majoritariamente pelo conglomerado de comunicações BCE Inc. (atualmente por meio de sua subsidiária de transmissão Bell Media) com uma minoria participação detida pela ESPN Inc. por meio de uma participação de 30% na subsidiária da Bell Media CTV Specialty Television. TSN é o maior canal especializado no Canadá em termos de receita bruta, com um total de US$400,4 milhões em receitas em 2013.